# Paul-Émile Bordeaux
Pour les articles homonymes, voir Bordeaux (homonymie).

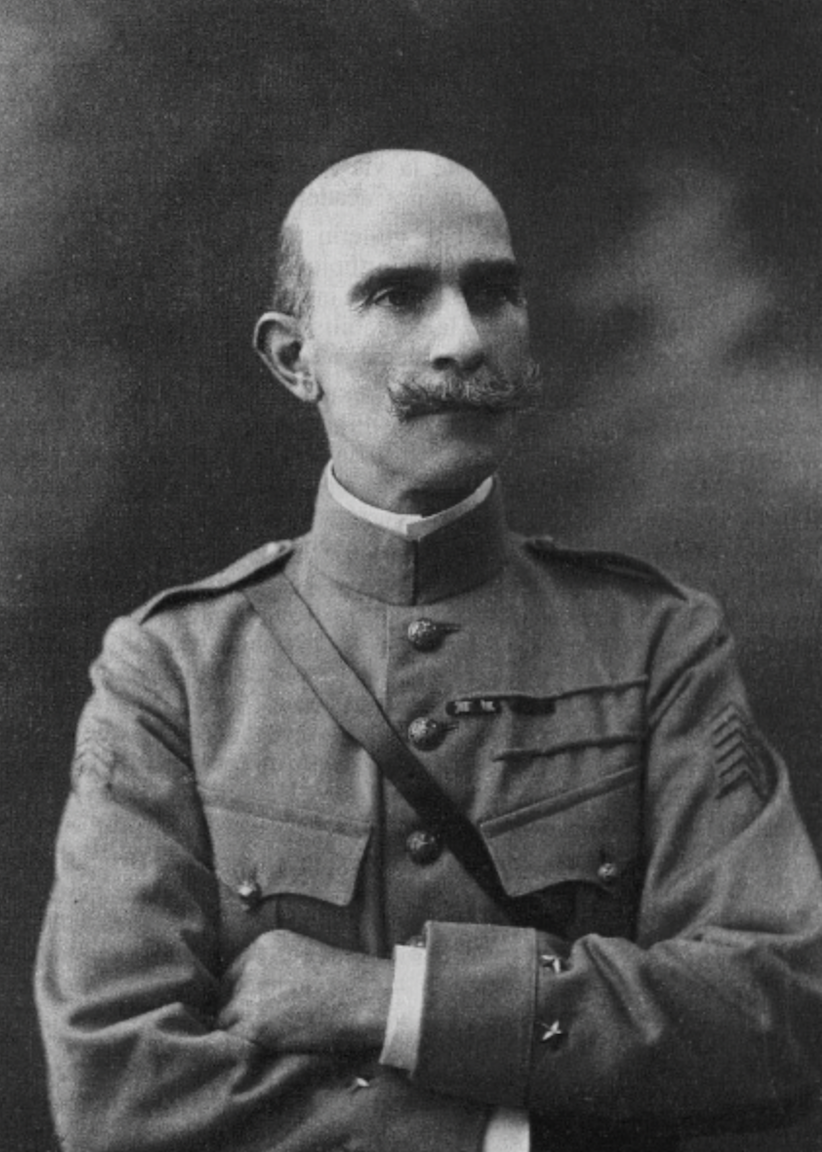

Paul-Émile Bordeaux, né le 3 août 1866 à Thonon et mort le 27 septembre 1951 à Thonon-les-Bains, en France, est un général de brigade français.

## Biographie

### Origines familiales et enfance
Joseph-Paul-Émile Bordeaux est né le 3 août 1866 à Thonon, dans le département de la Haute-Savoie. Il est issu d'une famille catholique et royaliste que son frère, Henry Bordeaux, décrit notamment dans La Maison (1912) et dans Le Pays sans ombre (1935). Son père est Lucien Bordeaux (1831-1896), originaire de Saint-Girons (Ariège) ; plus généralement, la famille Bordeaux venait du Couserans. Lucien Bordeaux est muté comme fonctionnaire, en novembre 1860, en Savoie, peu de temps après l'annexion avec la France, où il exerce le métier d'avocat. Ce dernier épouse, en 1862, Marie Joséphine Françoise Fréchet (1836-1908), issue « d'une vieille famille de magistrats savoisiens », apparentée de loin à celle de Saint François de Sales.
La famille Bordeaux est nombreuse avec huit enfants, cinq garçons et trois filles dont Albert (1865-1937), ingénieur et explorateur, Henry Bordeaux (1870-1963), romancier, Marthe (1873-1964) romancière, Louis (1878-1924), avocat.
Il fait ses études au collège des Maristes de Thonon, avant d'intégrer Stanislas à Paris, où il semble avoir côtoyé les futurs généraux Reibel et Weygand. Licencié en droit, il obtient un diplôme en législation algérienne et tunisienne et de droit musulman.
Il épouse Mlle Gignoux, originaire de Lyon. Ils ont quatre enfants (Marguerite, Madeleine, Marie et Albert).

### Carrière militaire
Il entre à Saint-Cyr, promotion 1885. Il sort sous-lieutenant au 13e bataillon de chasseurs à pied, en 1887.
Il participe à plusieurs « campagnes dont celle d'Algérie, de Tunisie et de Madagascar, [et] accomplit plusieurs 
missions, en particulier, en Grèce, dès 1917 ».
En 1891, il est promu lieutenant du 1er régiment de tirailleurs,. Quatre ans plus tard, il participe à la campagne de Madagascar, où il est capitaine, de la 11e compagnie du régiment d'Algérie,. Ses actes durant cette expédition lui valent d'être fait chevalier de la Légion d'honneur au mois de décembre 1896.
Il est retraité en 1914 lorsque la Grande Guerre éclate. Il demande cependant à être réintégré. Il est lieutenant-colonel chargé du groupe de chasseurs de réserve. Il est fait officier de la Légion d'honneur au mois de novembre 1914.
Il est nommé général de Brigade en 1917.
Promu en janvier 1951, c'est en mars qu'il reçoit les insignes de grand-officier de la Légion d'honneur.

### Érudit et publications
Il est l'auteur de plusieurs traités et articles historiques sur ses missions en Orient et sur ses souvenirs de la Grande Guerre ou encore de grands personnages militaires de Savoie — le Général Borson, le Général de Montfalcon, l'Amiral Sain-Bon, etc. — qu'il publie dans les revues des sociétés savantes savoyardes comme l'Académie florimontane ou l'Académie chablaisienne.
Il est élu membre d'honneur de l'Académie florimontane en 1915. Il devient membre de l'Académie chablaisienne en 1919. Il en devient vice-président, puis président d'honneur.

### Mort
Paul-Émile Bordeaux meurt le 27 septembre 1951 à Thonon-les-Bains.

## Publications
- À travers les Alpes militaires, quelques souvenirs, impr. de F. Eymond, Grenoble, 1928, 77 pages. Lire en ligne.
- Dans les Alpes. tome I. À travers les Alpes militaires. Observations et souvenirs. tome II. L'esprit de la guerre alpine d'après la géographie et l'histoire, Imprimerie Saint-Bruno, Grenoble, 1937.
- « Le Passage de Bonaparte en Crète en 1798 », Revue des études napoléoniennes, vol. 28,‎ janvier-juin 1929, p. 257-268 (lire en ligne).

## Distinctions
Il est fait :
- 29 décembre 1896 : Chevalier de la Légion d'honneur[5] ;
- 20 novembre 1914 : Officier de la Légion d'honneur[5] ;
- 15 janvier 1951 : Grand Officier de la Légion d'honneur[5].